# فريق لوتس
فريق لوتس إف1 (بالإنجليزية: Lotus F1 Team)‏ فريق فورمولا 1 بريطاني. يتنافس الفريق تحت اسمه الحالي لأول مرة في بطولة العالم لسباقات الفورمولا واحد موسم 2012, وذلك بعد أن تم إعادة تسميته من فريق رينو السابق. مركز الفريق في إنستون في أكسفورد. تعود ملكية الفريق لشركة جيني كابيتال والتي مركزها لوكسمبورغ وتم تسمية الفريق نسبة إلى اسم شركة لوتس الشريكة في الفريق.

## تاريخ الفريق

### البدايات
تاريخ الفريق في الفورمولا 1 يعود إلى العام 1981 تحت مسمى فريق تولمان موتورسبورت، وكان مركزه في ويتني، انكلترا. في عام 1996 تم إعادة تسمية إلى الفريق إلى بينيتون فورمولا، وذلك بعد أن تم شراؤه في عام 1985 من قبل عائلة بينيتون. ما بين عامي 1992 و 1993 قام الفيق بتغيير مركزه إلى إنستون. فاز مايكل شوماخر مع الفريق ببطولة الفورمولا 1 في عامي 1994 و 1995. في 1995 فاز الفريق ببطولة المصنعين في الفورمولا 1, بوجود جوني هربرت بجانب مايكل شوماخر. قامت رينو بشراء الفريق في عام 2000. وفي عام 2002 تم تغيير اسم الفريق إلى رينو إف 1 وفي عامي 2005 و 2006 فاز فرينيندو الونسو ببطولة السائقين مع الفريق، وفاز الفريق ببطولة المصنعين بموجود جيانكارلو فيشيلا بجوار ألونسو، فينهاية عام 2009 باعت رينو أغلب أسهم الفريق إلى جيني. في 2011 سيارات لوتس أصبحت جزءاً من الفريق وأصبح اسم الفريق لوتس رينو جي بي، ثم في 2012 تغير ليصبح فريق لوتس إف 1.

### لوتس في الفورمولا 1
فريق لوتس الشركة الشقيقة لسيارات لوتس، نافست في بطولات الفورمولا 1 ما بين عامي 1958 و 1994, فاز الفريق ببطولة المصنعين لـ 7 مرات وبطولة السائقين لـ 6 مرات وذلك بين عامي 1963 و 1978. غاب اسم الفريق ليعود في عام 2010 باسم فريق لوتس للسباقات بإدارة توني فيرناندز وذلك بترخيص من شركة لوتس.
فسخت شركة لوتس عقد الترخيص، لكن فيرناندز طلب اسم فريق لوتس وكان له ذلك ضمن بطولة العالم لسباقات الفورمولا واحد موسم 2011. وفي عام 2012 قام بتغيير اسم الفريق إلى فريق كاتريهام إف 1 تاركاً بذلك المجال لفريق لوتس رينو جي بي ليتم تغييره إلى فريق لوتس إف1.

## سجل الفريق

### 2012
في 29 نوفمبر 2011, أعلن الفريق عن انضمام كيمي رايكونن إلى الفريق للمشاركة ببطولة 2012 وذلك بعد غيابه عن الفورمولا 1 لسنتين حيث كان خلالها يشارك ببطولة العالم للراليات وقام حينها بتوقيع عقد لمدة سنتين ( مع خيار التمديد لسنة ثالثة ). وفي 9 ديسمبر 2011 أعلن الفريق عن التعاقد مع بطل سباقات جي بي 2 للعام السابق رومان غروجان.
في بداية الموسم اعترض الفريق على الجناح الخلفي للسيارات الذي كان مستخدماً في سيارات فريق مرسيدس. حيث لم يتم حل هذا النزاع حتى السباق الثالث حيث رد الحكام اعتراض فريق لوتس ومن حينها لم يستأنف الفريق ضد القرار.
في جائزة بلجيكا 2012, تسبب رومان غروجان بحادث لعدة سيارات في بداية السباق مع لويس هاميلتون, فرناندو ألونسو وسيرجيو بيريز حيث خرج كلهم من السباق بالإضافة إليه. بدأ الحادث عندما اصطدم رومان غروجان بلويس عند منعطف لا سورس. نتج عنها حرمان غروجان من السباق التالي في حلبة مونزا الإيطالية. حيث تم استبداله في ذلك السباق بالمتسابق جيروم دامبروسي

## نتائج الفريق
| السنة | الهيكل    | المحرك             | الإطارات | السائقون       | 1   | 2   | 3   | 4   | 5                         | 6   | 7                      | 8   | 9   | 10                        | 11                      | 12                       | 13                        | 14                         | 15                        | 16                      | 17                      | 18  | 19  | 20                         | النقاط | المركز  |
| ----- | --------- | ------------------ | -------- | -------------- | --- | --- | --- | --- | ------------------------- | --- | ---------------------- | --- | --- | ------------------------- | ----------------------- | ------------------------ | ------------------------- | -------------------------- | ------------------------- | ----------------------- | ----------------------- | --- | --- | -------------------------- | ------ | ------- |
| 2012  | لوتس إي20 | رينو آر اس 27-2012 | بيريللي  |                | AUS | MAL | CHN | BHR | جائزة إسبانيا الكبرى 2012 | MON | جائزة كندا الكبرى 2012 | EUR | GBR | جائزة ألمانيا الكبرى 2012 | جائزة المجر الكبرى 2012 | جائزة بلجيكا الكبرى 2012 | جائزة إيطاليا الكبرى 2012 | جائزة سنغافورة الكبرى 2012 | جائزة اليابان الكبرى 2012 | جائزة كوريا الكبرى 2012 | جائزة الهند الكبرى 2012 | ABU | USA | جائزة البرازيل الكبرى 2012 | 255*   | الرابع* |
| 2012  | لوتس إي20 | رينو آر اس 27-2012 | بيريللي  | كيمي رايكونن   | 7   | 5   | 14  | 2   | 3                         | 9   | 8                      | 2   | 5   | 3                         | 2                       | 3                        | 5                         | 6                          | 6                         | 5                       |                         |     |     |                            | 255*   | الرابع* |
| 2012  | لوتس إي20 | رينو آر اس 27-2012 | بيريللي  | رومان غروجان   | خرج | خرج | 6   | 3   | 4                         | خرج | 2                      | خرج | 6   | 18                        | 3                       | خرج                      |                           | 7                          | 19                        | 7                       |                         |     |     |                            | 255*   | الرابع* |
| 2012  | لوتس إي20 | رينو آر اس 27-2012 | بيريللي  | جيروم دامبروسي |     |     |     |     |                           |     |                        |     |     |                           |                         |                          | 13                        |                            |                           |                         |                         |     |     |                            | 255*   | الرابع* |

* لم تنتهِ البطولة بعد.

## روابط خارجية
- الموقع الرسمي للفريق